# 자크 그레니어

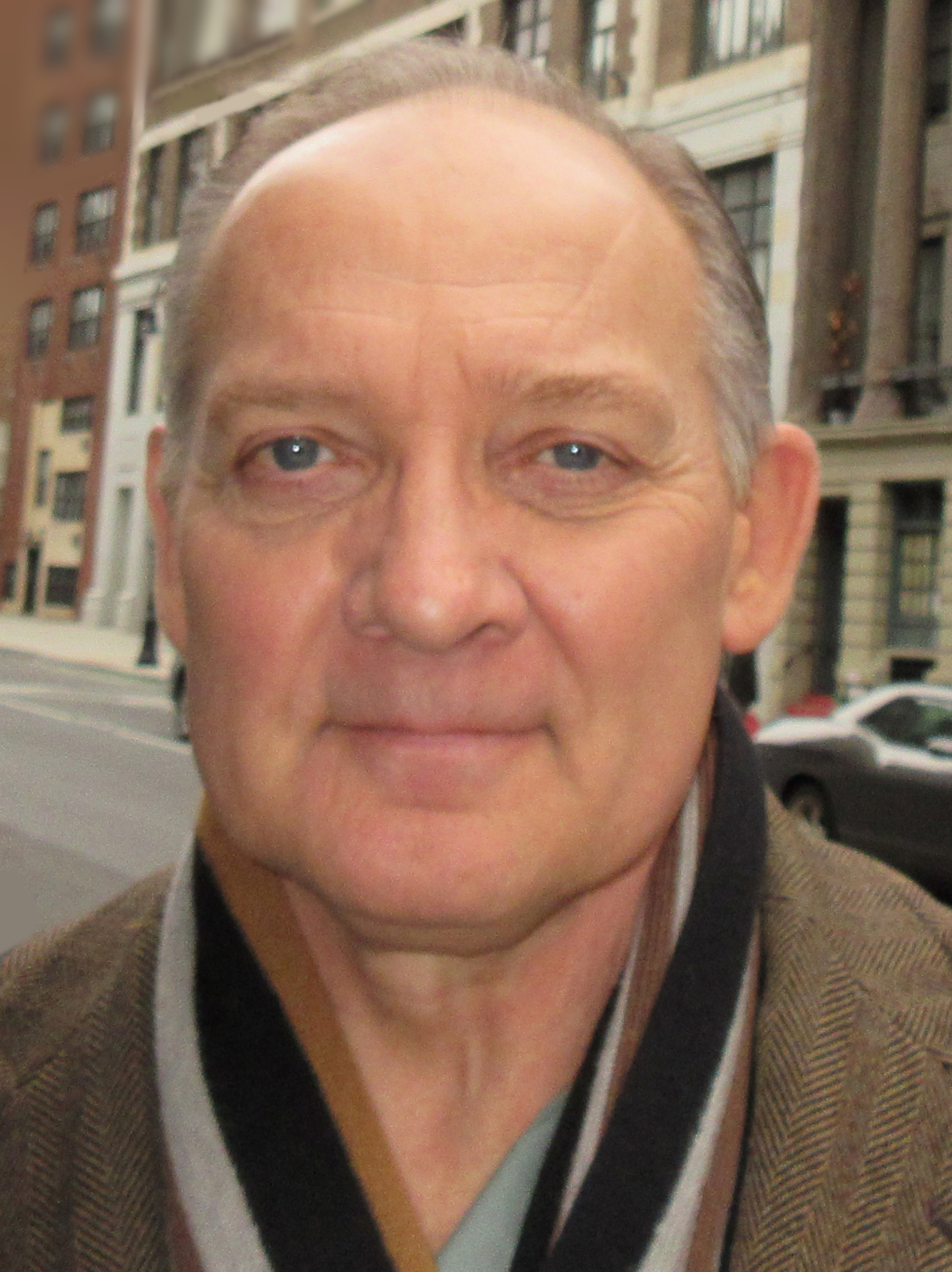

잭 그레니에이(Zach Grenier, 1954년 2월 12일 ~ )는 미국의 배우이다.
엥글우드에서 태어났다.

## 출연 작품
- 크라운 하이츠 (2017년)
- 맨해튼 로맨스 (2015년) - 트레버 역
- 가슴 노출을 허하라! (2014년)
- 턱스 & 케이커스 (2014년)
- 로보캅 (2014년) - 허버트 드레이퓨스 상원의원 역
- 제이. 에드가 (2011년) - 존 콘돈 역
- 어스워크 (2009년) - 메이어 역
- 더 로스 오브 티어드롭 다이아몬드 (2008년)
- 조디악 (2007년) - 멜 니콜라이 역
- 판타스틱 4 - 실버 서퍼의 위협 (2007년)
- 더 나인 (2006년)
- 레스큐 던 (2006년)
- 펄스 (2006년)
- 스워드피쉬 (2001년) - 빌 조이 역
- 샤프트 (2000년)
- 라이드 위드 데블 (1999년)
- 파이트 클럽 (1999년) - 리차드 첼슬러 역
- 도니 브래스코 (1997년) - 닥터 베거 역
- 갱 인 블루 (1996년)
- 마더 나이트 (1996년)
- 맥시멈 리스크 (1996년) - 이반 역
- 트위스터 (1996년) - 에디 역
- 드렁크 (1995년)
- 카페 소사이어티 (1995년)
- 래클리스 (1995년)
- 크레이지 토미 보이 (1995년)
- 헨리에타의 별 (1995년)
- 더 페이스 (1993년)
- 클리프행어 (1993년)
- 리베스트럼 (1991년)
- 마법의 타자기 (1991년)
- 쥬니어는 문제아 2 (1991년)
- 토크 라디오 (1988년)

### 텔레비전
- 데드우드 (2004년)
- 24 시즌1 (2001년)
- 법과 질서 (1990년)
- 제로 아워
- 굿 와이프 4
- 마이애미의 두 형사 (1984년)